# Celtx
Celtx es un programa para escritura de guiones audiovisuales, obras de teatro y libros de historietas con un enfoque WYSIWYM (What You See Is What You Mean, lo que ves es lo que quieres decir). El programa se encuentra bajo la Licencia Pública Celtx, que es derivada de la Licencia Pública de Mozilla. Celtx dispone de herramientas que permiten al usuario hacer desgloses de guion, calendario de producción y demás elementos comunes en la preproducción de piezas audiovisuales. Además, permite que el autor incluya fotos, videos y audio en sus guiones. Está disponible en 19 idiomas. 
Celtx llegó a soportar Linux y Windows pero ahora solo está disponible para Mac OSX en su versión de escritorio como en la web. Cuenta con otras versiones para celulares y tabletas Android así como iOS.
Celtx es un acrónimo para las siglas en inglés de equipo técnico, equipamiento, locaciones, talento y XML (Crew, Equipment, Location, Talent and XML).

## Características
Celtx ofrece diversas características a sus usuarios, entre las cuales se pueden destacar:

### Escritura de guiones
Celtx ofrece un procesador de palabras que permite la escritura de guiones en el formato estándar de la industria. El usuario puede realizar escritos en formatos de guiones cinematográficos, obras de teatro, radio y libros de historietas. Además, se pueden escribir textos libres sin formato, ideal para la elaboración de la sinopsis.

### Colaboración
Celtx dispone de una central de proyectos. Los usuarios pueden cargar proyectos a esta central para así trabajar en colaboración con otros escritores. Además, si el escritor lo desea puede publicar la obra en la central de forma que sea accesible al público. La Corporación Greyfirst ha manifestado que pronto comenzará a cobrar por otro tipo de servicios de Internet más elaborados, y que el software para uso personal permanecerá gratuito.

### Organizar
Celtx utiliza la aplicación de código abierto Mozilla Lightning para dar la posibilidad de hacer calendarios. Diferentes elementos del proyecto pueden ser agregados a los calendarios para crear planes de rodaje, que pueden ser sincronizados en la Central de Proyectos.

### Desgloses
Celtx presenta hasta treinta y cinco elementos diferentes propios de un desglose de guion, tales como 'Actor' o 'Efectos especiales', los cuales pueden ser añadidos al proyecto. Estos elementos pueden tener información variada, puesto que se les puede añadir texto u otros medios como fotos y sonidos. Celtx permite que los asistentes de producción puedan fácilmente señalar diversos elementos dentro del guion, lo que facilita la labor de planes de rodaje. Después, el programa genera informes que pueden ser utilizados para realizar hojas de llamado de producción.

### Elaboración destoryboards
Celtx permite a los usuarios crear secuencias de guiones gráficos, las cuales pueden ser impresas o reproducidas en un visor de imágenes incluido en el programa.